# Журавлёв, Сергей Макарович
Сергей Макарович Журавлёв (1894—1919) — участник революционного движения, борьбы за установления Советской власти в Семиречье, Верном.

## Биография
Родился в 1894 году в Верном, окончил Верненское трёхклассное городское училище. Служил в Таганрогском пехотном полку в звании прапорщика. В 1917 году вступил в Коммунистическую партию. Во время вооружённого выступления 2-3 марта 1918 года руководил отрядом типографских рабочих. После установления Советской власти 10 марта 1918 года на первом организационном собрании большевиков Журавлёв был избран секретарём, а в мае 1918 года — товарищем председателя Верненской городской партийной организации. Являлся членом Семиреченского ВРК и уездного СНК. С 8 марта 1918 года являлся ответственным секретарём газеты «Заря свободы». Принимал активное участие в укреплении Советской власти в Верном.
Во время мятежа белоказаков (16 апреля — 23 мая 1918 года) Журавлёв возглавил партийную дружину. В октябре 1918 года во главе сформированного пехотного полка направился на Джаркентско-Пржевальский участок Семиреченского Северного фронта. В 1919 году являлся начальником военного гарнизона города Джаркента. В сентябре 1919 года погиб в схватке с белогвардейцами.
Похоронен в Парке павших борцов за свободу (ныне — парк имени 28 гвардейцев-панфилевцев) Алма-Аты.